# Pterocheilus cyrenaicus
Pterocheilus cyrenaicus är en stekelart som beskrevs av Giovanni Gribodo 1924.
Pterocheilus cyrenaicus ingår i släktet palpgetingar och familjen Eumenidae. Inga underarter finns listade i Catalogue of Life.